# جمهورية شعبية

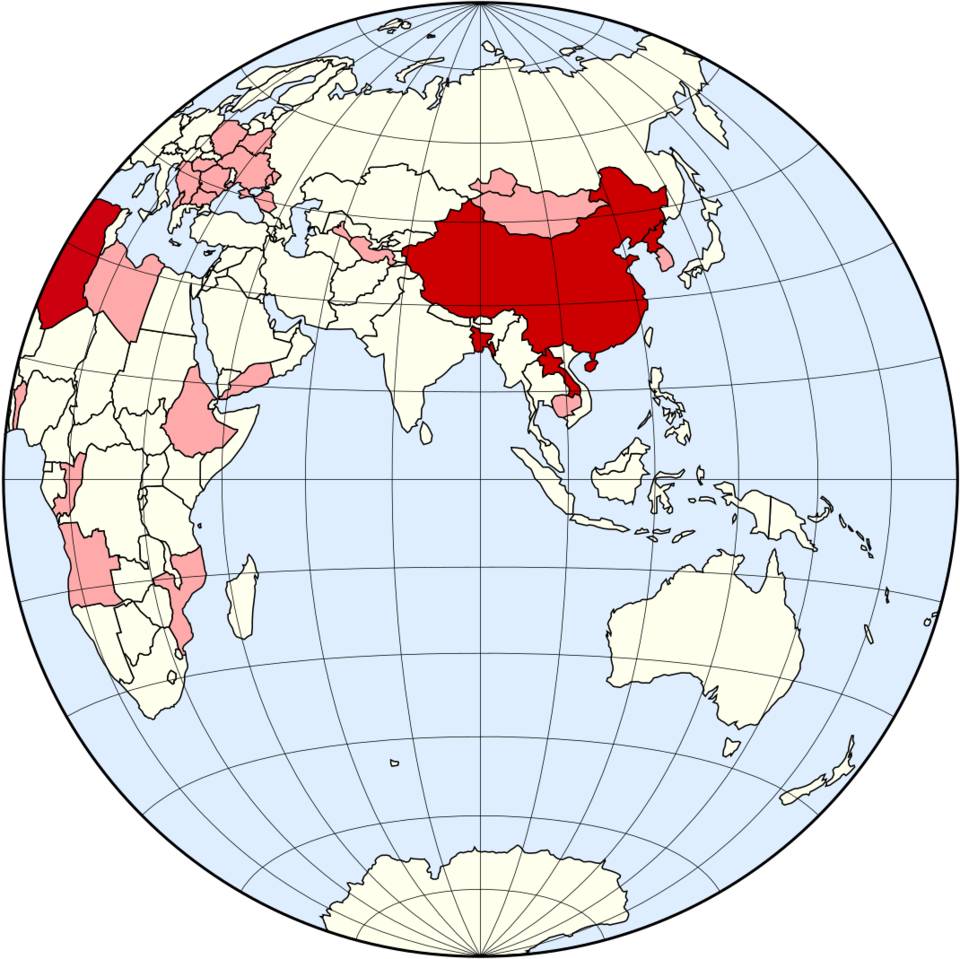
جمهوريات شعبية:
حالية
سابقة

جمهورية شعبية هو لقب يستخدم لوصف بعض الدول ذات النظام الجمهوري كان مرتبطاً في البداية بالشعوبية (الحركات الشعبوية كحركة فوكليش وحركة النارودنكس وغيرها) ولكن أصبح مرتبطاً مع البلدان المعتنقة للشيوعية بعد إنشاء الاتحاد السوفياتي والصين. إلا أن هذا المصطلح لا يقتصر على الدول الشيوعية فقط؛ فالعديد من البلدان اعتمدت اللقب مثل بنغلاديش والجزائر والتي تأسست كجمهوريات ليبرالية بعد حروب شعبية من أجل نيل الاستقلال.

## الجمهوريات الشعبية الماركسية - اللينينية
إن مفهوم الماركسية اللينينية لـ«الديمقراطية الشعبية» الذي ظهر بعد الحرب العالمية الثانية سمح نظرياً بتعددية طبقية و ديمقراطية تعددية في الطريق إلى الاشتراكية، والدافع إلى استخدام مصطلح «الجمهورية  الشعبية» يكمن في الادعاء بأن الماركسيين - اللينينيين يحكمون بالتوافق مع مصالح الغالبية العظمى من الشعب، ومن ثم تمون الجمهورية  الماركسية - اللينينية هي جمهورية الشعب. العديد من هذه البلدان أيضاً تسمى نفسها دول اشتراكية في دساتيرها; ألبانيا على سبيل المثال كانت تستخدم كلا المصطلحين «الاشتراكي» و «الشعبية» في تسميتها الرسمية من عام 1976 إلى عام 1999، في الغرب كانت البلدان التي يحكمها ماركسيون - لينينيون يشار إليها بـ"الدول الشيوعية"، على الرغم من أنها لم يطلقوا في الواقع هذا الاسم على أنفسهم. في تسعينيات القرن القرن العشرين أسقطت العديد من الجمهوريات الشعبية في أوروبا الشرقية (بولندا، المجر، بلغاريا) ومنغوليا المصطلح وأصبح تُعرف ببساطة باسم «الجمهوريات» فقط لأنها اعتمدت الديمقراطية الليبرالية كنظام للحكم  حيث أصبح مصطلح «الجمهورية الشعبية» مرتبطاً بالحكومات الشيوعية السابقة.
الدول الاشتراكية أو الشيوعية اسمياً والتي تحتوي على كلمات «جمهورية شعبية» في أسماءها الكاملة:-
- جمهورية الصين الشعبية (التي تأسست عام 1949)
- جمهورية لاوس الديمقراطية الشعبية (التي تأسست عام 1975)

أمثلة التاريخية:-
- جمهورية ألبانيا الشعبية (1946–1976) و جمهورية ألبانيا الشعبية الاشتراكية (1976–1992)
- جمهورية أنجولا الشعبية (1975–1992)
- جمهورية بنين الشعبية (1975–1990)
- جمهورية البلغاريا الشعبية (1946–1990)
- جمهورية الكونغو الشعبية (1969–1992)
- جمهورية تشيكوسلوفاكيا الاشتراكية (1948–1960)
- جمهورية كوريا الديمقراطية الشعبية (1948–1992, see below)
- جمهورية إثيوبيا الشعبية الديمقراطية (1987–1991)
- جمهورية كوريا الشعبية (1945–1946)
- جمهورية المجر الشعبية (1949–1989)
- جمهورية كمبوتشيا الشعبية (1979–1989)
- الجمهورية الشعبية المنغولية (1924–1992)
- جمهورية موزنبيق الشعبية  [لغات أخرى]‏ (1975–1990)
- جمهورية بولندا الشعبية (1952–1989)
- جمهورية رومانيا الشعبية (1947–1965)
- جمهورية توفا الشعبية (1921–1944)
- جمهورية اليمن الديمقراطية الشعبية (1967–1990)
- جمهورية يوغوسلافيا الشعبية الاتحادية (1945–1963)
- الجمهورية الخوارزمية الشعبية السوفيتية (1920-1925)
- جمهورية بخارى الشعبية السوفيتية (1920-1925)
- جمهورية الصين الشعبية السوفيتية (1931-1937)

ألقاب أخرى استخدمت عادة من قبل الماركسيين–اللينينيين والدول الاشتراكية هي جمهورية ديمقراطية (مثل جمهورية ألمانيا الديمقراطية أو الديمقراطية الاتحادية يوغوسلافيا بين 1943 و 1946), و الاشتراكية مثلا (جمهورية فيتنام الاشتراكية) و (جمهورية سري لانكاالاشتراكية الديمقراطية).

## الجمهوريات الشعبية غير الماركسية - اللينينية
تأسست بمباديء اشتراكية، وإن لم يكن بالضرورة شيوعية:-

### حالياً
- الجمهورية الجزائرية الديمقراطية الشعبية
- جمهورية بنغلاديش الشعبية
- جمهورية كوريا الديمقراطية الشعبية (تأسست عام 1948 وماركسية-لينينية سابقاً منذ عام 1992)

غير المعترف بها
الحركات الانفصالية التالية أعلنت جمهوريات شعبية، ولكن لم يحصلوا على اعتراف دبلوماسي من المجتمع الدولي:
- جمهورية دونيتسك الشعبية (المعلنة 2014)
- جمهورية لوغانسك الشعبية (المعلنة 2014)

### تاريخياً
- الجماهيرية العربية الليبية الشعبية الاشتراكية العظمى (1977-2011)
- جمهورية أوكرانيا الشعبية (1917-1921)
- جمهورية غرب أوكرانيا الشعبية (1918-1919، انضمت إلى جمهورية أوكرانيا الشعبية)
- جمهورية بيلاروسيا الشعبية (1918-1919، غير المعترف بها)
- جمهورية القرم الشعبية (1917-1918)
- الجمهورية المجرية الشعبية (1918-1919)
- جمهورية كوريا الشعبية (1945-1946)
- جمهورية زنجبار الشعبية (1963-1964)

## استخدامات أخرى
مصطلح الجمهورية  الشعبية يستخدم أحيانا من قبل النقاد لوصف المناطق التي ينظر إليها على أنها مُهيمن عليها بسياسات يسارية. مثل «جمهورية  نيو جيرسي الشعبية» و«جمهورية  كاليفورنيا الشعبية» و «جمهورية جنوب وسط دبلن الشعبية» و"جمهورية جنوب يوركشاير الشعبية ‏"و «جمهورية بولدر الشعبية» و «جمهورية ماديسون الشعبية».